# 蔡叔度
蔡叔度（？—？），姬姓，名度，是周文王第五子，周武王的弟弟。他是西周诸侯国蔡国第一任國君，在位年大約是從武王滅商後至三監之亂期間。

## 生平
周武王灭亡商朝之后，把自己的八个弟弟分封在各个地方。叔度受封于蔡（今河南省上蔡县），建立蔡国，為周初三監之一，以監護商紂王太子武庚所統領的頑軍遺民。
在周成王時，蔡叔度因不满周公旦專擅朝政，與管叔鮮、霍叔處、武庚發動三監之亂，聲討周公。周公起兵東征，蔡叔度兵败后被流放于郭邻，卒于迁所。周公命蔡叔度子胡繼位於蔡。